# Десни, Иван
Иван Десни (нем. Ivan Desny, при рождении Иван Николаевич Десницкий; 28 декабря 1922 — 13 апреля 2002) — немецкий актёр.

## Биография
Родился в 1922 году в Пекине, русский, отец работал секретарём во французском консульстве, мать — Ольга Десницкая, урождённая Лопаткина.
Юношеские годы провёл в Тегеране, Вашингтоне, Париже и Брисбене.
В 1926 году он приехал во Францию и позже изучал право в Парижской школе политических наук.
Во время Второй мировой войны был заключён нацистами в трудовой лагерь по причине русского происхождения.
После войны поступил в дипломатическую школу, но, выступая на студенческой сцене и занимаясь на драматических курсах у Рене Симона, был замечен Пьером Френе и поступил работать в театр.
Большинство ролей Десни сыграл в немецких и французских фильмах. Он также часто снимался на немецком телевидении (телесериал «Место преступления»).
Умер в 2002 году в Швейцарии.

## Избранная фильмография
- 1950 — Мадлен / Madeleine — Эмиль Л’Анжелье
- 1952 — Добродетельная шлюха / La Putain respectueuse — Фред Клерк, сын сенатора
- 1953 — Возврата нет / Weg ohne Umkehr — Михаил Зорин
- 1953 — Дама без камелий / La signora senza camelie — Нардо Рускони
- 1955 — Лола Монтес / Lola Montes — лейтенант Томас Джеймс
- 1955 — Девушки без границ / Mädchen ohne Grenzen — Эрик Джонсон
- 1955 — Дуня / Dunja — Минский
- 1956 — Анастасия / Anastasia — князь Пауль фон Харальдберг
- 1957 — Агент 117 жив[фр.] / O.S.S. 117 n’est pas mort — Юбер Бониссёр де ля Бат, агент 117
- 1958 — Поликушка / Polikuschka — Егор Михайлович, управляющий имением
- 1967 — Я убил Распутина — великий князь великий князь Александр Михайлович
- 1973 — Мир на проводе / Welt am Draht (телефильм) — Гюнтер Лаузе, дядя Евы Фольмер
- 1974 — Кулачное право свободы / Faustrecht der Freiheit
- 1975 — Ложное движение / Falsche Bewegung — промышленник
- 1975 — Блеск и нищета куртизанок / Splendeurs et misères des courtisanes — герцог де Шольё
- 1979 — Замужество Марии Браун / Die Ehe Der Maria Braun — Карл Освальд
- 1980 — Берлин-Александерплац / Berlin Alexanderplatz — Пумс
- 1981 — Лола / Lola — Виттих
- 1999 — Березина, или Последние дни Швейцарии / Beresina oder Die letzten Tage der Schweiz — Рудольф Штауффахер